# Kongregation für Ablässe und die heiligen Reliquien
Die Kongregation für Ablässe und die heiligen Reliquien (lateinisch Congregatio Indulgentiarum et Sacrarum Reliquiarum oder Congregatio Indulgentiis Sacrisque Reliquiis Praeposita) war eine Kardinalskongregation. Sie wurde von Papst Clemens IX. am 6. Juli 1669 mit der Bulle In ipsis Pontificatus errichtet. Ihre Aufgaben waren die Prüfung von Ablässen sowie die Überprüfung der Authentizität von Reliquien.
An der Spitze der Kongregation stand ein Kardinalpräfekt, der durch weitere Kardinalsmitglieder, einen Sekretär und zahlreiche Konsultoren unterstützt wurde. Mitglieder kraft Amtes waren der Sakristan des Papstes, der Magister sacri palatii sowie der Promotor Fidei.
Am 28. Januar 1904 wurde die Kongregation durch das Motu proprio Pius’ X. Quae in Ecclesiae mit der Ritenkongregation vereinigt. Im Zuge der Kurienreform 1908 und nach der Veröffentlichung des CIC von 1917 wurden die Aufgaben der ehemaligen Kongregation für Ablässe und die heiligen Reliquien auf das Heilige Offizium und die Apostolische Pönitentiarie übertragen.

## Kardinalpräfekten
- Lodovico Pico della Mirandola (1724 oder früher – ?)
- Raffaele Cosimo de’ Girolami (1743–1748)
- Joaquín Fernández de Portocarrero (1748–1760)
- Ludovico Calini (1767–1782)
- Antonio Eugenio Visconti (1782–1788)
- Diego Innico Caracciolo (1800–1820)
- Antonio Maria Frosini (1829–1832)
- Luigi Del Drago (1832–1834)
- Castruccio Castracane degli Antelminelli (1834–1837)
- Gabriele Ferretti (1843–1847)
- Charles Januarius Acton (1846–1847)
- Fabio Maria Asquini (1847–1863)
- Antonio Maria (Niccolò) Panebianco OFMConv (1863–1867)
- Giuseppe Andrea Bizzarri (1867–1872)
- Lorenzo Barili (1872–1875)
- Innocenzo Ferrieri (1875–1876)
- Luigi Maria Bilio B (1876)
- Luigi Oreglia di Santo Stefano (1876–1882)
- Johannes Baptist Franzelin SJ (1885–1886)
- Tommaso Maria Zigliara OP (1886–1887)
- Gaetano Aloisi Masella (1887–1888)
- Serafino Vannutelli (1888–1889)
- Carlo Cristofori (1889–1891)
- Giuseppe D’Annibale (1890–1892)
- Luigi Sepiacci OESA (1892–1893)
- Ignazio Persico, OFMCap (1893–1895)
- Andreas Steinhuber SJ (1895–1896)
- Girolamo Maria Gotti OCD (1896–1899)
- Domenico Ferrata (1899–1900)
- Serafino Cretoni (1900–1903)